# Moshe Shapira
Moshe Shapira (1935 à Petah Tikva - 7 janvier 2017 à Jérusalem) est un rabbin israélien réputé, actif dans l'enseignement pour plus de cinquante ans.

## Éléments biographiques
Moshe Shapira est né en 1935 à Petah Tikva. Il est le fils du rabbin Yitzchak Meir Shapira, de Skotzvyl, en Lituanie, et le neveu du Alter de Kelm. Il étudie à la Yeshiva de Ponovez à Bnei Brak puis à la Yeshiva Hevron à Jerusalem.